# Wipperfürth
Wipperfürth település Németországban, azon belül Észak-Rajna-Vesztfália tartományban. Lakosainak száma 21 059 fő (2023. december 31.). Wipperfürth Marienheide és Kürten községekkel határos.

## Népesség
A település népességének változása:
| Lakosok száma | 21 610 | 21 202 | 21 003 | 20 879 | 21 112 | 21 059 |
|               | 1975   | 2017   | 2019   | 2021   | 2022   | 2023   |